# 查里斯·戴亞斯·達·奧利華拉

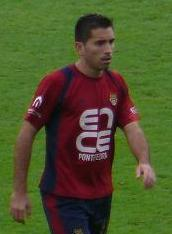
2007年查里斯戴亞斯在蓬特韋德拉

查里斯·戴亞斯（葡萄牙語：Charles Dias De Oliveira，1984年4月4日—）是巴西的職業足球運動員，司職前鋒，現效力於西班牙足球甲級聯賽埃瓦爾。

## 榮譽

### 球會
費倫斯
- 葡萄牙足球乙級聯賽： 2002–03

### 個人
- 西班牙足球乙級聯賽： 神射手 2012–13

## 外部連結
- Charles於ForaDeJogo的個人資料
- BDFutbol profile （页面存档备份，存于）
- Futbolme profile （西班牙文）
- Soccerway資料庫：Charles